# Edwin Gräupl
Edwin Gräupl (Villaco, 1941) è un educatore austriaco.

## Biografia
Dopo aver completato gli studi di matematica e fisica presso l'Università di Innsbruck ha iniziato ad insegnare al Akademisches Gymnasium Salzburg. Nel 1981 divenne professore presso l'Università di Istruzione Salisburgo. Due anni più tardi, nel 1983, è stato nominato ispettore scolastico per il Salisburghese, incarico che ha mantenuto fino al suo pensionamento nel 2001. Dopo la sua investitura nell'Ordine equestre del Santo Sepolcro di Gerusalemme 1990, è stato nominato Luogotenente per la Luogotenenza austriaca dal cardinale Carlo Furno nel 2000. Inoltre, è stato designato membro della Commissione per le Scuole del Gran Magistero.